# Adlectio
L’adlectio désigne, sous l'Empire romain, la concession à un citoyen, en dehors des règles ordinaires, du droit de prendre place dans un collège, particulièrement l'admission par l'empereur à siéger au Sénat.

## L’adlectioau Sénat

### Origine
L’adlectio a été créée par l'empereur Claude en 48, lorsqu'il obtint, alors qu'il était censeur, le droit de compléter la liste des sénateurs, alors en nombre inférieur à 600, en désignant lui-même des individus répondant aux conditions de fortune et d'honorabilité mais n'ayant pas encore été questeurs ou titulaires d'une autre magistrature.
Sous la République romaine, la composition normale du sénat s'appelait lectio senatus, legere senatum, et le verbe adlegere était employé pour l'inscription des nouveaux sénateurs sur l’album ; désormais, le même terme est utilisé avec un sens plus précis. Selon André Chastagnol, les adlecti sont inscrits parmi les anciens questeurs ou questoriens (adlecti inter quaestorios), ou anciens tribuns de la plèbe ou tribuniciens (adlecti inter tribunicios), anciens préteurs ou prétoriens (adlecti inter praetorios).
Quelquefois seuls les ornements sont accordés, ce qui n'entraîne pas le droit de siéger au Sénat.

### Évolution
Vespasien utilisa cette procédure pour compléter les effectifs du Sénat après les morts dus à la tyrannie de Néron et aux guerres civiles de 68-69. L'empereur procéda à la nomination de ses partisans en 68-69 de manière illégale. Censeur avec Titus en 73-74, il légalisa les procédures antérieures et récompensa de nouveaux partisans. Une vingtaine de ces « adlectés » sont connus aujourd'hui.
Domitien revêt la censoria potestas en 84 puis reçoit, en 85, le titre de censeur perpétuel.
Si, sous Claude, on compte quatre adlecti inter tribunicos, sous Vespasien dix à douze inter praetorios apparaissent ; le premier inter quaestorios est connu à l'époque de Trajan. Une promotion à un tel rang est toutefois rare. Le premier des adlecti inter consulares (avec rang de consul) fut Publius Taruttienus Paternus à sa sortie de charge comme préfet du prétoire en 182. Ce type d'avancement devient caractéristique des Sévères.
Les adlecti ont en règle générale commencé avant d'entrer au Sénat une carrière équestre ou municipale. Ils sont par conséquent plus âgés que leurs équivalents lors de leur entrée dans l'assemblée sénatoriale : au moins 28 ans pour les questoriens, 30 pour les tribuniciens, 33 pour les prétoriens et 35 pour les consulaires.

## L’adlectiodans les municipes et les colonies
L'expression adlectio s'applique également à l'introduction extraordinaire de nouveaux membres dans le sein du sénat des municipes ou des colonies, quelquefois moyennant certaines charges pécuniaires.
D'après la loi Julia municipalis, nommée aussi Tabula Iteracleensis, la lectio ordinaria senatus devait être opérée tous les cinq ans par les premiers magistrats de la ville, c'est-à-dire par les quinquennales. Suivant la forme fixée par la loi du municipe ou de la colonie, ces censeurs, qui étaient au nombre de deux, de trois ou de quatre, selon les lieux, complétaient le sénat.
La curie peut, avec la permission de l'empereur, accorder à certaines personnes le rang de quinquennalis, ou celui de duumvir, ou d'édile ou de questeur (adlectus inter viros, aedilicios, quaestorios), par adlectio gratuite ou non, comme celui de décurion, en dehors du nombre légal des membres du sénat, en récompense de services extraordinaires.
Depuis les Antonins, et surtout après Constantin Ier, le système de recrutement et d'organisation des municipes étant complètement transformé, le décurionat devient héréditaire, et les vides de l'ordre se remplissent au moyen d'un recrutement parmi les simples citoyens de la ville. On en vient même à infliger la cooptatio à titre de peine, en raison des charges excessives qu'entraîne le décurionat ; mais cette loi est abrogée par Gratien, Valentinien II et Théodose Ier.

## L’adlectiodans les cités
Le mot adlectio s'applique encore à l'admission d'un étranger à la cité parmi les citoyens (adlectio inter cives). Tacite mentionne l'exemple de Rutilius, exilé de Rome et admis par les habitants de Smyrne à titre de concitoyen, fait suivi d'une affiliation semblable de Vulcatius Moschus à la cité de Massilia.
Le nombre des citoyens pouvait encore s'accroître par l'adoption d'un homme libre et même par l'affranchissement d'un esclave, opérés par un citoyen de la ville ; mais, dans le cas d’adlectio proprement dite, le nouveau citoyen était en quelque sorte adopté par la corporation tout entière.